# Колхидская академия
Колхидская академия (груз. კოლხეთის უმაღლესი რიტორიკული სკოლა) — называемая также Фазиская академия — высшая философско-риторическая школа, существовавшая в III—IV вв нашей эры в окрестностях города Фазис (современный город Поти) в Западной Грузии.
Колхидская (Фазиская) академия упоминается в источниках IV века. Однако, косвенные источники указывают на её существование уже по крайней мере в конце III века. Известный римский философ и оратор Фемистий в одной из своих речей повествует, что он сам и его отец, прославленный преподаватель философии Евгений, получили образование в крайней области Понта, близ Фазиса, «в месте, которое было храмом муз». Фемистий родился в 317 г., а в 345 году был уже преподавателем в Константинополе, следовательно он должен был учиться в Колхидской академии в 30 — 40-х годах IV века., а если учесть, что в этой же академии, по словам самого Фемистия, получил образование и его отец, то очевидно, что академия существовала уже в конце III — начале IV веков. В ней учились грузины и греки, преподавание велось на двух языках — грузинском и греческом. В ней изучались риторика, философия, физика, математика, логика и другие науки. В Колхидской академии получил образование известный грузинский философ Иоанэ Лази, который вместе с ученым Захарием Грузином сопровождал в Константинополь своего ученика, в дальнейшем прославленного философа Петра Ибера.